# Ulhówek

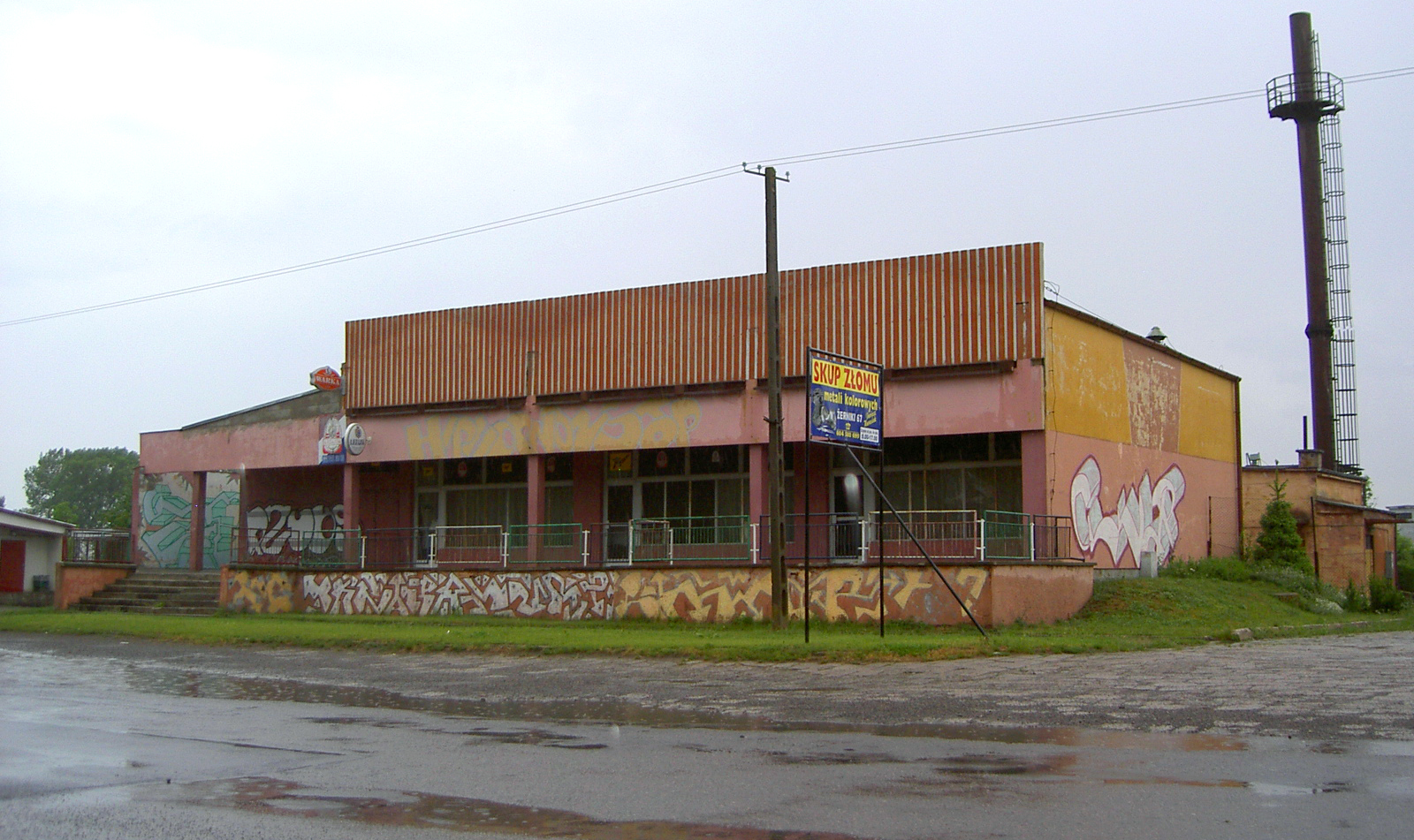
Restauracja Kresowa w Ulhówku

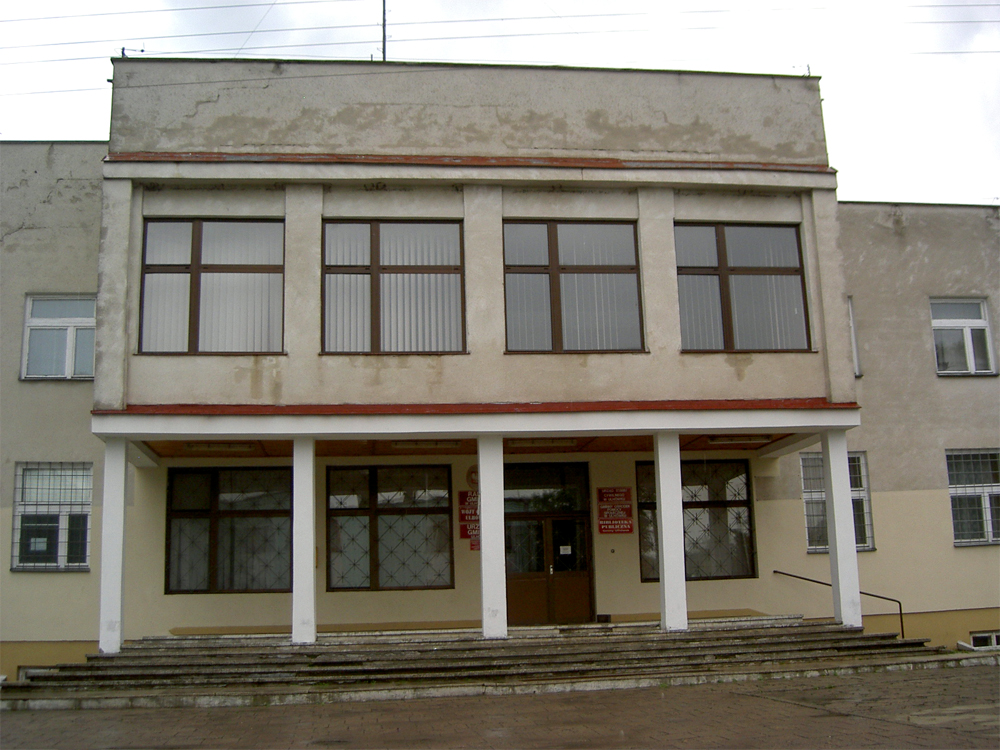
Urząd Gminy w Ulhówku

Ulhówek – wieś w Polsce położona w województwie lubelskim, w powiecie tomaszowskim, w gminie Ulhówek. Leży na terenie Równiny Bełskiej. Jest to najbardziej peryferyjnie położona siedziba gminy względem miasta wojewódzkiego w całym województwie lubelskim. Do Lublina z Ulhówka jest prawie 150 km. Miejscowość jest siedzibą gminy Ulhówek.
Na terenie wsi utworzono dwa sołectwa: Ulhówek i Ulhówek I. Według Narodowego Spisu Powszechnego z roku 2011 wieś liczyła 1157 mieszkańców.
W latach 1975–1998 miejscowość administracyjnie należała do województwa zamojskiego.
Wieś jest siedzibą rzymskokatolickiej parafii św. Maksymiliana Kolbego w.

## Części wsi
| SIMC    | Nazwa           | Rodzaj    |
| ------- | --------------- | --------- |
| 0904658 | Kolonia Ulhówek | część wsi |
| 0904664 | Wólka           | część wsi |

## Historia

### XIV-XIXwiek
Pierwsza wzmianka o miejscowości pochodzi z 1388, kiedy Ulhów (ówczesna nazwa Ulhówka) wraz z Machnowem, Zimnem, Wierzbicą, Tarnoszynem, Korniami i Korhyniami został nadany Pawłowi Radzanowskiemu, współfundatorowi kościoła w Rzeplinie w 1403. Zmarł on w 1408 (lub 1409), a jego dobra trafiły w ręce syna Pawła, wojewody bełskiego, chorążego potockiego, żonatego z Katarzyną, a następnie wnuka Zygmunta. W 1472 były tu 2 łany użytków i cerkiew. Przed 1532 Ulhówek trafił w ręce Andrzeja Radzanowskiego, który wówczas posiadał Wierzbicę, Mosty Małe, Kornie, Machnów, Nowosiółki, Tarnoszyn, Ulhów, Wasylów i Zimno.
W 1578 wieś należała do Mikołaja Sienieńskiego, właściciela 3 i 1/2 łana użytków, 3 zagrodników z ziemią, 3 komorników i cerkwi. Dzieje wsi w XVII wieku są nieznane. W 1754 Ulhówek był w posiadaniu Macieja i Gertrudy Poletyłów, a w 1767 jego współwłaścicielem obok Poletyłów był Swieżawski. W 1816 pół wsi należała do Wincentego Poletyły, a 1/2 do Ludwiki Czerwińskiej. W 1841 notowano we wsi unicką szkołę początkową. Według spisu z 1880 w Ulhówku było 7 domów dworskich z 54 mieszkańcami i 184 domy chłopskie zamieszkane przez 1.005 mieszkańców. Łącznie wieś liczyła 1062 mieszkańców, w tym 967 unitów, 81 katolików i 14 żydów. Pod koniec XIX wieku była tu szkoła początkowa l-klasowa, kasa pożyczkowa gminna i cerkiew. Włościanie posiadali we wsi 592 morgi ziemi ornej, 136 mórg łąk i ogrodów, 7 mórg pastwisk i 112 morgi lasu, natomiast do dworu należały 194 morgi ziemi ornej, 399 mórg łąk i ogrodów i 124 morgi pastwisk.

### XXwiek
Pod koniec XIX i na początku XX wieku właścicielem dóbr Ulhówka był Aleksander Hulimek. Według spisu z 1921 wieś należała do powiatu rawskiego oraz województwa lwowskiego i liczyła 204 domy oraz 1136 mieszkańców, w tym 1055 Ukraińców i 13 Żydów. W 1929 329 ha gruntów posiadał Franciszka Hulimek, natomiast 657 Józef Nikorowicz. W 1928 wybudowano we wsi drewnianą szkołę, którą rozbudowano w 1950. 
W czasie II wojny światowej oraz walk z UPA miejscowość została zniszczona. W latach 1944–1946 nacjonaliści ukraińscy zamordowali tutaj 30 Polaków.
W 1966 oddano do użytku nową szkołę w Ulhówku.
Pierwsza wzmianka o ulhóweckiej cerkwi pochodzi z roku 1472, a jej istnienie potwierdzają źródła z XV, XVI i XVII wieku. W 1761 drewniana cerkiew parafialna pw. św. Mikołaja biskupa należała do dekanatu uhnowskiego. Ostatnia cerkiew, prawdopodobnie XVIII-wieczna, do II wojny światowej pełniła funkcję unickiej cerkwi parafialnej. Po wojnie nieużytkowana, w 1964 została przeniesiona do Turowca i przeznaczona na kościół polskokatolicki. Pierwotnie wokół cerkwi w Ulhówku istniał też cmentarz grzebalny, ale na początku XIX wieku założono nowy cmentarz, poza terenem cerkiewnym. Był on użytkowany do II wojny światowej. W 1984 wybudowano w Ulhówku kościół murowany i erygowano parafię rzymskokatolicką, a w 1992 rzymscy katolicy założyli nowy cmentarz. Za PRL-u w Ulhówku powstał m.in. PGR, Stacja Hodowli Roślin, Ośrodek Zdrowia oraz charakterystyczna Restauracja Kresowa w samym centrum.

## Hrubieszowska Kolej Dojazdowa
W 1925 we wsi otwarto przystanek osobowy na linii nr 2005 Werbkowice Wąskotorowe – Byków Hrubieszowskiej Kolei Dojazdowej. Funkcjonował on do 1 stycznia 1985 r. kiedy linia została zamknięta i przeznaczona do rozbiórki

## Sport
W Ulhówku (od lat osiemdziesiątych dwudziestego wieku Zryw pierwotnie jako amatorska drużyna piłkarska) działa klub sportowy Zryw  oraz Uczniowski Klub Sportowy „JUNIOR” Ulhówek.